# Alectoria imshaugii
Alectoria imshaugii är en lavart som beskrevs av Brodo & D. Hawksw. Alectoria imshaugii ingår i släktet Alectoria och familjen Parmeliaceae.   Inga underarter finns listade i Catalogue of Life.